# Sminthurus
Sminthurus is een geslacht van springstaarten uit de familie Sminthuridae.

## Soorten
- Sminthurus bourgeoisi Nayrolles, 1995
- Sminthurus bozoulensis Nayrolles, 1995
- Sminthurus coeruleus Strebel, 1938
- Sminthurus hispanicus Nayrolles, 1995
- Sminthurus leucomelanus Nayrolles, 1995
- Sminthurus maculatus Tomosvary, 1883
- Sminthurus multipunctatus Schaeffer, 1896
- Sminthurus nigrinus Bretfeld, 2000
- Sminthurus nigromaculatus Tullberg, 1871
- Sminthurus viridis (Linnaeus, 1758)
- Sminthurus wahlgreni Stach, 1920